# دراگوتین سیوتی
دراگوتین سیوتی (: Dragutin Ciotti; ۱۹ اکتبر ۱۹۰۵ – ۱۷ مارس ۱۹۷۴) ژیمناست هنری اهل یوگسلاوی بود.
وی در مسابقات کشوری و بین‌المللی در مجموع برندهٔ ۱ مدال برنز شده‌است.